# Flower (倖田來未の曲)
「flower」（フラワー）は、日本の歌手・倖田來未の楽曲である。2005年8月10日に17枚目のシングルとして発売された。

## 概要
前作「Butterfly」より約2ヶ月後でのリリースとなる。
シングル曲において唯一PVが制作されておらず、ジャケットにも彼女が写っていない。
500円のワンコイン価格である。

## 音楽性とイメージ
業界初となる小説のイメージソングということで話題となる。また、本作の制作は倖田曰く、急に舞い込んだ話だったのだと言い、「この当時、次のシングルにあたる「Promise/Star」の発売の2週間後にベスト・アルバムの発売が元から決まっていたんですけど、その間にこのお話を頂いて。Yoshiさんが、以前に制作した映画でday after tomorrowの曲を主題歌として起用していたことがあったんですけど、その時に「倖田來未の曲を起用したい」と言って下さってたんですね。後、よくラジオとかで、恋や愛について語ったりすることが多かったりしたことと、よく恋愛相談に乗ったりしていた事が多かったりもしたんで、その事を知ったYoshiさんが直々に指名してくださり、今回の楽曲制作が実現したんです。」と語っており、本楽曲を歌う際、ピュアで透明感のあるイメージでやってほしいとYoshiからの要望もあって、その辺りを意識しながらも、これまでに自身が語ってきていた内容がそのまま歌詞となっていた分、すんなりと歌うことが出来たのだと言う。

## 収録曲
（全作詞：Yoshi、全作曲：y@suo ohtani）
1. flower [4:39]
編曲：y@suo ohtani
2. flower -acoustic version- [4:26]
編曲：tasuku
3. flower (Instrumental) [4:37]
4. flower -acoustic version- (Instrumental) [4:26]

## タイアップ
- Yoshi小説『恋バナ』イメージソング (#1)

## 収録アルバム
- flower
  - 『BEST 〜first things〜』
  - 『BEST 〜2000-2020〜』(ファンクラブ限定盤)

## 収録ライブ映像
- flower
  - 『LIVE TOUR 2005 〜first things〜 deluxe edition』
    - 『BEST 〜second session〜』(LIMITED EDITIONのみ付属)

  - 『KODA KUMI Premium Night 〜Love & Songs〜』(メドレー)
  - 『Koda Kumi 15th Anniversary First Class 2nd LIMITED LIVE at STUDIO COAST』(WALK OF MY LIFE、ファンクラブ限定盤)